# الاحتجاجات البرازيلية 2021
الاحتجاجات البرازيلية 2021 أو احتجاجات 2021 ضد حكومة جايير بولسونارو في البرازيل (تعرف في البرازيل باسم: Fora Bolsonaro وImpeachment Ja) هي مظاهرات شعبية وقعت في مناطق مختلفة من البرازيل في سياق وباء كوفيد 19، مع أهداف رئيسية هي: الاحتجاج على حكومة جايير بولسونارو والدفاع عن حملات التطعيم ضد كوفيد 19. لأول مرة بدأت القطاعات المرتبطة بالجانبين المتعاديين مثل اليسار واليمين في الاحتجاج على الحكومة على هدف مشترك، حيث أقامت قوافل في 23 و24 يناير 2021.

## خلفية
في لقاء مع مؤيديه عقد في 5 يناير 2021 ورد أن رئيس الجمهورية جايير بولسونارو قال إن البلاد «محطمة» وأنه «لا يستطيع فعل أي شيء»، بالإضافة إلى شن هجمات ضد الصحافة مرة أخرى. بعد الإعلان دارت عدة نقاشات بين الاقتصاديين حول بيان الرئيس وفي اليوم التالي قال بنبرة ساخرة إن البلاد «أعجوبة». أثناء الانهيار الصحي في أمازوناس اعترف مكتب المدعي العام للمحكمة الفيدرالية العليا بأن الحكومة الفيدرالية كانت على علم بنضوب الأكسجين في الولاية وأن أحد الإجراءات الحكومية كان إرسال 120.000 قرص من هيدروكسي كلوروكين إلى الدولة، التي ليس لعقارها أساس علمي ضد كوفيد. حتى مع بدء التطعيم ضد الوباء في 18 يناير، أصر الرئيس على العلاج المبكر مرة أخرى. في خضم الأزمة السياسية ظهر ملف تعريف باسم sos_impeachment على تويتر، بهدف الحصول على نتيجة التصويت من خلال المواقف. حتى 25 يناير 2021 كان هناك 111 صوتًا مؤيدًا و76 ضد عزل بولسونارو. للاستفادة من المشاركة أطلق Movimento Vem pra Rua وMovimento Brasil Livre والمرشح السابق لرئيس الجمهورية عن الحزب الجديد جواو أمويدو في 21 يناير التماسًا للمساءلة. اعتبارًا من 25 يناير، كان هناك أكثر من 200 ألف اشتراك على منصة change.org.

## الحركة
في 15 يناير 2021 وقع الهجوم الأول ضد الحكومة في مدن ساو باولو وريو دي جانيرو وبيلو هوريزونتي وبرازيليا وغويانيا وسلفادور وفلوريانوبوليس وساو خوسيه دوس كامبوس وبيليم وريسيفي وبورتو أليغري. وبدأت الاحتجاجات في الساعة 8:30 مساءً بعد نشأتها على مواقع التواصل الاجتماعي مستخدمة شعار «بدون أكسجين بلا لقاح بلا حكومة»، بدعم من بعض قطاعات اليسار واليمين وبعض المشاهير، كونه المقدم لوسيانو هاك. سجلت العديد من المدن البرازيلية قوافل وجولات من ركاب الدراجات وعربات ضد الحكومة، تنظمها قطاعات يسارية مثل سنترال أونيكا دوس ترابالهادوريس، ووسط دوس ترابالهادوريس دو برازيل، وجبهة البرازيل الشعبية، وبوفو سيم فير وحركة العمال الريفيين المعدمين، بالإضافة إلى وجود أنصار الأحزاب السياسية مثل حزب العمال، حزب العمال الاشتراكي الموحد، حزب العمل الديمقراطي، شبكة الاستدامة، حزب الاشتراكية والحرية، الحزب الشيوعي البرازيلي، الحزب الشيوعي البرازيلي، حزب الخضر، المواطنة والوحدة الشعبية. بالإضافة إلى الصراخ واللافتات المكتوبة "Fora Bolsonaro"، تم أيضًا تسجيل وجود أعلام برازيلية وحركات اجتماعية ولافتات في بعض المنازل. إجمالاً كان هناك 21 عاصمة برازيلية ومقاطعة الفيدرالية ضد أفعال الحكومة.
تم تسجيل أعمال في بعض المدن البرازيلية ضد الحكومة، وكذلك من خلال القوافل وجولات ركوب الدراجات. في العديد من المركبات كان لديها ملصقات تطالب برحيل الرئيس ووزير الصحة، بالإضافة إلى عبارة «حياة البرازيل مهمة» والعديد من المفارقات المتعلقة باستخدام الكلوروكين والعبارات التي قالها بولسونارو في الاجتماعات والاقتباسات إلى الأطفال فلافيو بولسونارو وكارلوس بولسونارو وإدواردو بولسونارو. أمام ملعب باولو ماتشادو دي كارفالو البلدي، كُتبت لافتة خضراء وصفراء «إقالة جا!»، وهي نفس اللافتة المستخدمة في الاحتجاجات ضد حكومة ديلما روسيف.
في 31 يناير تم تسجيل أعمال جديدة في 56 مدينة برازيلية على الأقل ضد الحكومة، نظمتها حركات اليسار وبعض اليمين. في برازيليا استخدم المشاركون أكياسًا بلاستيكية على وجوههم لإظهار الاختناق، استجابة لأزمة الأكسجين في أمازوناس، بالإضافة إلى تناول المشاركين الحليب المكثف بعد إصدار قائمة التسوق الحكومية في الرابع والعشرين. كانت هناك أيضًا تعبئة في الخارج. في بيليم كان هناك موكب للرد على الإجراءات المؤيدة للمساءلة، مع بيانات الدعم للحكومة وانتخاب آرثر ليرا كرئيس لمجلس النواب، ولكن بمشاركة أقل من الأعمال ضد الحكومة ومؤيدة للمساءلة في عاصمة بارا.
في فبراير رغم ضعف طلبات العزل في مجلس النواب، لا تزال هناك قوافل في مناطق متفرقة من البلاد تطالب بإقالة الرئيس، إضافة إلى استئناف التطعيم في بعض المدن، وعودة المساعدات الطارئة. واندلعت احتجاجات في 65 مدينة.

### مارس
في 5 مارس قام سائقو الشاحنات بسد الطريق السريع للبروفيسور سيماو فايغوينبويم، احتجاجًا على الإجراءات التقييدية التي فرضها حاكم ولاية ساو باولو، جواو دوريا جونيور. في 7 مارس وفي سلفادور كان موكب السيارات ضد الإغلاق الذي فرضه العمدة برونو ريس يضم أكثر من 300 سيارة ودهس شارع باراليلا.
وقعت الاحتجاجات على مستوى البلاد الداعمة للحكومة أولاً في 14 مارس. واندلعت الاحتجاجات في ساو باولو وريو دي جانيرو وبرازيليا وسلفادور ومدن أخرى (في المجموع 15 عاصمة ولاية وبلدة داخلية). وتحدث المتظاهرون ضد المحكمة الفيدرالية العليا، وحالات الإغلاق والتعامل مع الوباء من قبل المحافظين ورؤساء البلديات. في سلفادور احتوى الاحتجاج موكب على أكثر من 2.000 سيارة، وصرخ المتظاهرون «سيموت الناس من الجوع» و «لا للقيود الجديدة». في فورتاليزا قمعت الشرطة العسكرية للولاية المتظاهرين الذين هتفوا «كاميلو ديكتاتور» (في إشارة إلى حاكم سيارا، كاميلو سانتانا) وكان من بينهم نائب الولاية أندريه فرنانديز، الذي يعارض سياسيًا كاميلو سانتانا. استخدم ضباط الشرطة رذاذ الفلفل واعتقلوا 16 شخصًا. ورداً على الاعتقالات وقع احتجاج آخر في 15 مارس في فورتاليزا، حيث صرخوا «كاميلو أخرج» وأعربوا عن استيائهم من وزير المحكمة العليا إدسون فاشين. تم القبض على 10.
في 14 مارس أنشأ المعلق السياسي في قناة سي إن إن البرازيل كايو كوبولا عريضة على الإنترنت للضغط على مجلس الشيوخ لتحليل إجراءات عزل قاضي المحكمة العليا ألكسندر دي مورايس. بلغت العريضة مليون توقيع في 14 ساعة، مليون في 24 ساعة، 2.5 مليون في 48 ساعة. في 21 مارس قدم السناتور خورخي كاجورو الالتماس إلى مجلس الشيوخ. كان موكب سيارات في بيلو هوريزونتي يضم أكثر من 300 سيارة احتجاجًا على الإغلاق الذي فرضه العمدة ألكسندر خليل. شارك في الاحتجاجات عضو مجلس المدينة نيكولاس فيريرا. بدأت الاحتجاجات في ساحة البابا رمز الاحتجاجات ضد خليل.

### أبريل
حدثت احتجاجات أخرى مؤيدة للحكومة في 11 أبريل. تحت عنوان «مسيرة العائلة المسيحية من أجل الحرية»، كانت وفقًا للمنظمين ضد الشيوعية وعمليات الإغلاق وقرار المحكمة العليا الذي سمح للولايات بإغلاق الكنائس والمعابد الدينية. في معظم الأماكن حدث الاحتجاج بسلام، ولكن في كوريتيبا (ولاية بارانا) أصيب رجل يبلغ من العمر 73 عامًا بفاكهة مجمدة ألقاها طبيب نفساني يبلغ من العمر 52 عامًا من الطابق 13 من مبنى. تم القبض على الطبيب النفسي بتهمة محاولة القتل. في فورتاليزا قُبض على اثنين في احتجاج يوم 19 أبريل. اعتُبر قرار شرطة الدولة العسكرية بالقبض «غير قانوني» لأنه «لم تكن هناك جريمة».

### مايو
حدث المزيد من الاحتجاجات على مستوى البلاد في الأول من مايو في عواصم الولايات والمدن الداخلية. ووقعت الاحتجاجات في شكل مواكب للسيارات والمظاهرات، وهتف المتظاهرون «أصرح»، في إشارة إلى ادعاء الرئيس أنه سيتذرع بالمادة 142 من الدستور البرازيلي لاستعادة الحقوق الفردية المنصوص عليها في المادة 5 من الدستور (واحدة من المواد القليلة غير قابلة للنقض من الدستور). في ساو باولو احتل المتظاهرون شارع باوليستا الشهير بمشاركة مليون شخص، بما في ذلك النائبة الفيدرالية كارلا زامبيلي. في ريو دي جانيرو تم حظر حركة المرور في شارع أتلانتيكا بسبب الاحتجاجات. في ولاية ريو غراندي دو نورتي حدثت احتجاجات في ناتال عاصمة الولاية، وفي سلفادور عاصمة ولاية باهيا، حدثت احتجاجات في شارع أوسينيكا. في ولاية ريو غراندي دو سول اندلعت الاحتجاجات في بورتو أليغري عاصمة الولاية وسانتا ماريا وباسو فوندو وريو غراندي، وفي ميناس جيرايس، بيلو هوريزونتي عاصمة الولاية وأربع مدن أخرى الاحتجاجات. في العاصمة البرازيلية برازيليا طار بولسونارو بطائرة هليكوبتر فوق الاحتجاجات. في ولاية سيارا حدثت الاحتجاجات في فورتاليزا على شكل موكب للسيارات على الطريق السريع الفيدرالي. واندلعت احتجاجات أيضا في مدينة جوازيرو دو نورتي بجنوب الولاية. تم تفريق احتجاج جوازيرو باستخدام طائرة هليكوبتر، وفي فورتاليزا تم اعتقال 17 محتجًا ونقلهم إلى منطقتي الشرطة الثانية والثلاثين. أدانت النائبة الفيدرالية بيا كيسيس على حسابها على تويتر الاعتقالات، وقدم مستشار المدينة كارميلو نيتو الدعم القانوني للمحتجين المعتقلين. في بيليم عاصمة ولاية بارا تم تنظيم موكب مؤيد للحكومة حوالي الساعة 8:30 صباحًا، بينما في التاميرا تم حظر موكب السيارات الموالية لبولسونارو. في المجموع أوقفت الاحتجاجات حركة المرور في 11 ولاية وفي المقاطعة الفيدرالية.

## النتائج

### لجنة التحقيق البرلمانية
في 3 فبراير قال السناتور راندولف رودريغيز إنه حصل على التوقيعات اللازمة لبدء لجنة تحقيق برلمانية في مجلس الشيوخ الفيدرالي، التوقيعات المطلوبة هي 27، وفقًا للدستور البرازيلي المادة 58 فقرة 3 وذلك للتحقيق في معالجة بولسونارو للوباء. بالإضافة إلى ذلك لم يحدث شيء حتى أجبر وزير المحكمة الفيدرالية العليا لويس روبرتو باروسو في الثامن من أبريل مجلس الشيوخ على إنشاء مؤشر أسعار المستهلكين لراندولف، الذي تم إنشاؤه في 13 أبريل. بالتوازي مع ذلك بدأ عضو مجلس الشيوخ عن سيارا إدواردو جيراو في 2 مارس في جمع التوقيعات لإنشاء لجنة للتحقيق في فضائح الفساد التي تشمل الولايات والبلديات، والتي لفتت انتباه وسائل الإعلام بعد العديد من عمليات الشرطة الفيدرالية، والمعروفة باسم "Covidão" (تعني: كوفيد الكبير بالبرتغالية). تشير التقديرات إلى أنه تم تحويل 260 مليون ريال برازيلي (50.8 مليون دولار أمريكي اعتبارًا من 12 يونيو 2021). حصل جيراو على التوقيعات المطلوبة في 12 أبريل، عندما حصل اقتراح اللجنة على 33 توقيعًا. ونتيجة لذلك قام رئيس مجلس الشيوخ السناتور رودريجو باتشيكو بدمج المقترحين - اقتراح جيراو ورودريغيز للنظر فيهما تحت بند «مسائل متصلة».